# Teatro comunale di Alvito
Il teatro comunale di Alvito è un teatro sito ad Alvito e situato all'interno del Palazzo Gallio in quello che era la  sala del Trono ai tempi del ducato di Alvito.